# Фёдоров, Николай Фёдорович (эмигрант)
Николай Фёдорович Фёдоров (22 ноября 1895, Гатчина — 29 августа 1984, Париж, Франция) — русский зарубежный общественный деятель, основатель «Национальной Организации Витязей» (НОВ).

## Биография
Н. Ф. Фёдоров родился в семье служащего на железной дороге. Окончил Гатчинское реальное училище и Технологический институт в Санкт-Петербурге.
В 1919 году примкнул добровольцем к Белому Движению, вступив в Северо-Западную армию генерала Н. Н. Юденича, с которой в 1920 году эвакуировался в Эстонию, где вступил в «Христианский союз русской молодежи», который затем возглавил. Принимал активное участие в работе Русского студенческого христианского движения (РСХД).
В 1928 году по приглашению Русского студенческого христианского движения (РСХД) переехал в Париж, где создал юношеский отдел РСХД — дружину «Витязей».
В 1934 г. вместе с большим составом руководителей дружины витязей по расхождению взглядов о роли педагогических целей и задачей вышел из состава РСХД и создал «Национальную Организацию Витязей». У организации были отделения (называемые «округа») во Франции и за её пределами, свои печатные издания и детские лагеря. После войны образовались округа Н.О. Витязей в Бельгии, Австралии, Аргентине. После 1991 г. образовались округа Н.О. Витязей в Санкт Петербурге, в Москве,  и по разным городам в центре России и в Сибири.
Н. Ф. Фёдоров умер 29 августа 1984 г. в Париже. Похоронен на кладбище Сент-Женевьев-де-Буа под Парижем.